# Estanh Long de Liat
O Estanh Long de Liat é um lago de origem glaciar de 27 ha situado a 2 136 metros de altitude, no norte da comarca do Vale de Arán na província de Lérida.
Cerca do Estanh Long de Liat encontram-se o lagos deth Estanh Nere deth Cap deth Marc e o Estanhot.
Os picos do Tuc de Mauberme (2 881 m), Tuc dera Sèrra Nauta (2 715 m) e Pica Palomèra (2 478 m) destacam entre os mais próximos ao lago. 